# Sphaerodactylus beattyi
Sphaerodactylus beattyi — вид геконоподібних ящірок родини Sphaerodactylidae. Ендемік Американських Віргінських Островів.

## Підвиди
Виділяють два підвиди:
- Sphaerodactylus beattyi seamani Thomas & Schwartz, 1966;
- Sphaerodactylus beattyi beattyi Grant, 1937.

## Поширення та екологія
Sphaerodactylus beattyi мешкають на острові Санта-Крус та на сусідньому острівці Грін-Кей. Вони живуть в сухих чагарникових заростях і тропічних лісах, серед опалого листя. Не зустрічаються разом з Sphaerodactylus macrolepis. Відкладають яйця.

## Збереження
МСОП класифікує цей вид як такий, що перебуває під загрозою зникнення. Sphaerodactylus beattyi загрожує знищення природного середовища та хижацтво з боку інтродукованих мангустів, щурів, кішок і мурах. 